# Acyrthosiphon kamtshatkanum
Acyrthosiphon kamtshatkanum är en insektsart. Acyrthosiphon kamtshatkanum ingår i släktet Acyrthosiphon och familjen långrörsbladlöss. Inga underarter finns listade i Catalogue of Life.